# Galería Karen Woodbury
La Galería Karen Woodbury es una galería de arte comercial ubicada en la ciudad de Richmond, Victoria, Australia.

## Historia
La galería fue inaugurada en 2004 en la planta baja del número 4 de la calle Albert por su directora, Karen Woodbury. Era la única galería en la zona en ese momento. Desde entonces otras galerías comerciales comenzaron a operar en la calle, incluyendo la galería Sophie Gannon, la galería John Buckley, la galería Jenny Port o la galería Anita Traverso.
En 2009 la galería representaba una amplia nómina de artistas contemporáneos de Australia y Nueva Zelanda y abrió un segundo espacio de exposición, ampliando su espacio de exposición al nivel uno del edificio. En 2013, la galería era una de las colaboradoras del Centro de artes de Flinders Lane.
En 2015, la galería participó en la feria de arte "Spring 1883", celebrada en el Hotel Establishment.

## Artistas
Entre los artistas exhibidos y representados por la Galería Karen Woodbury podemos encontrar a Del Kathryn Barton, Cathy Blanchflower, Robert Boynes, Jane Burton, Michael Cusack, Michael Doolan, McLean Edwards, Kate Ellis, Marie Hagerty, Titania Henderson, Sam Jinks, Locust Jones, Elisabeth Kruger, Alice Lang, Rhys Lee, Fiona Lowry, Magda Matwiejew, ex de Medici, Lara Merrett, Jonathan Nichols, Simon Obarzanek, Derek O'Connor, John Pule, Lisa Roet, Kate Rohde, Alex Spremberg, Heather B. Swann, Monika Tichacek y Philip Wolfhagen.

## Exposiciones
- Dinosaur Designs, 2014
- Jane Burton, "En otros cuerpos", 2014
- Peter Booth, 2015